# Kaiserpokal 1929
Der Kaiserpokal 1929 war die neunte Ausgabe des Kaiserpokals, des höchsten japanischen Fußballpokalwettbewerbs. Sieger des Wettbewerbs waren die Kwangaku Club.

## Ergebnisse

### Viertelfinale
|                   | Ergebnis |                               |
| ----------------- | -------- | ----------------------------- |
| Hosho Club        | -        | Hiroshima-Bunrika-Universität |
| Kwangaku Club     | 6:1      | Toyama Shihan School          |
| Keiō-Universität  | 2:0      | Kaiserliche Universität Kyōto |
| Hōsei-Universität | 3:3      | Shizuoka High School          |

### Halbfinale
|                  | Ergebnis |                   |
| ---------------- | -------- | ----------------- |
| Hosho Club       | 0:5      | Kwangaku Club     |
| Keiō-Universität | 2:2      | Hōsei-Universität |

### Finale
|               | Ergebnis |                   |
| ------------- | -------- | ----------------- |
| Kwangaku Club | 3:0      | Hōsei-Universität |